# Lijst van Stolpersteine in Zeeland

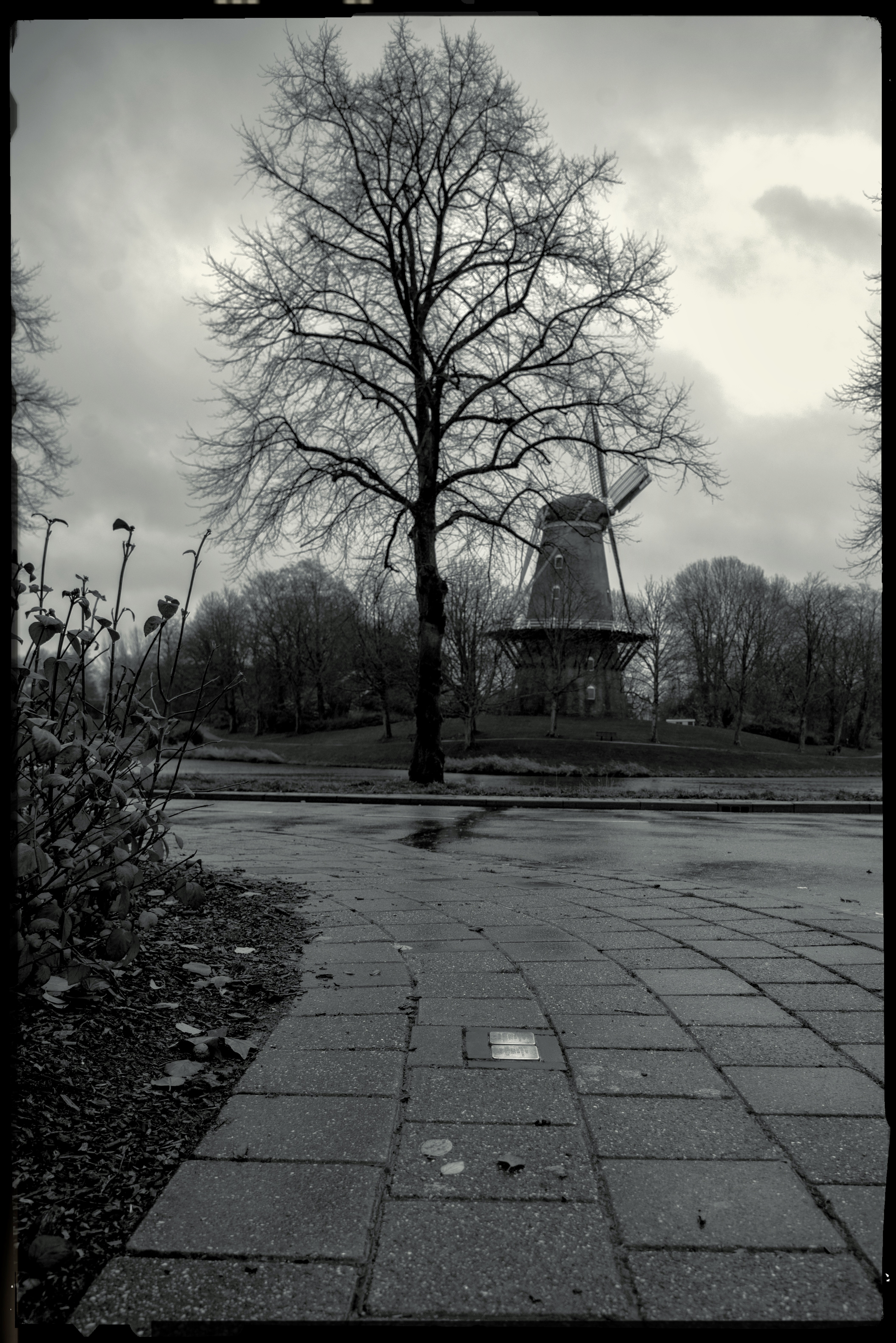
Stolpersteine voor de familie Boasson in Middelburg

De lijst van Stolpersteine in Zeeland geeft een overzicht van de gedenkstenen die in de Nederlandse provincie Zeeland zijn geplaatst in het kader van het Stolpersteine-project van de Duitse beeldhouwer-kunstenaar Gunter Demnig.
Op initiatief van de Stichting Werkgroep Struikelstenen Zeeland zijn van februari 2016 tot juni 2022 122 Stolpersteine geplaatst.
Omdat het Stolpersteine-project doorloopt, kan deze lijst onvolledig zijn. 

## Stolpersteine
In de volgende gemeenten bevinden zich Stolpersteine:
- Goes
- Hulst
- Middelburg
- Schouwen-Duiveland
- Terneuzen
- Veere
- Vlissingen